# 定義可達性
在編譯器理論中，一個指令的定義可達性（Reaching Definition）必然是另外一個指令，而這個指令則是一個沒有交錯賦值指令的目標變數，舉例來說：
```
d1 : y := 3
d2 : x := y
```

在d2中，d1為定義可達性，而在下列的範例中：
```
d1 : y := 3
d2 : y := 4
d3 : x := y
```

d1 在 d3不再是定義可達性，因為d2使它不再可能被到達。

## 作為分析用途
定義可達性也可稱為数据流分析，它靜態的決定在程式碼當中哪些定義可以被到達，由於他相當簡單，它在教課書當中通常被使用作數據分析的經典範例。數據流匯流運算（data-flow confluence operator）則是使用聯集，而他的分析則是正向流動。定義可達性被使用在計算UD鏈以及DU鏈。
資料流方程式，給定一個基本區塊 {\displaystyle S}在定義可達性：
- {\displaystyle {\rm {REACH}}_{\rm {in}}[S]=\bigcup _{p\in pred[S]}{\rm {REACH}}_{\rm {out}}[p]}
- {\displaystyle {\rm {REACH}}_{\rm {out}}[S]={\rm {GEN}}[S]\cup ({\rm {REACH}}_{\rm {in}}[S]-{\rm {KILL}}[S])}

換句話說，定義可達性的集合為{\displaystyle S}，{\displaystyle pred[S]}為{\displaystyle S}的前身，在控制流程圖（Control flow graph）中，{\displaystyle pred[S]}包含所有在{\displaystyle S}區塊前的基本區塊。定義可達性出來的{\displaystyle S}，為所有定義可達性自己前身減掉那些被{\displaystyle S}剃除掉的變數，再加上{\displaystyle S}產生的新的定義。
我們定義通用的指令{\displaystyle {\rm {GEN}}}及{\displaystyle {\rm {KILL}}}如下：
- {\displaystyle {\rm {GEN}}[d:y\leftarrow f(x_{1},\cdots ,x_{n})]=\{d\}}
- {\displaystyle {\rm {KILL}}[d:y\leftarrow f(x_{1},\cdots ,x_{n})]={\rm {DEFS}}[y]-\{d\}}

{\displaystyle {\rm {DEFS}}[y]}為所有賦值給{\displaystyle y}變數定義的集合，{\displaystyle d}是一個獨立的標籤附加在賦值的指令，那麼定義可達性的值域就是這些指令標簽。

## 延伸閱讀
- Aho, Alfred V.; Sethi, Ravi; & Ullman, Jeffrey D. . Addison Wesley. 1986. ISBN 0-201-10088-6.
- Appel, Andrew W. . Cambridge University Press. 1999. ISBN 0-521-58274-1.
- Cooper, Keith D.; & Torczon, Linda. . Morgan Kaufmann. 2005. ISBN 1-55860-698-X.
- Muchnick, Steven S. . Morgan Kaufmann. 1997. ISBN 1-55860-320-4.

## 另見
- 静态单赋值形式